# Wedge Tomb von Bealick

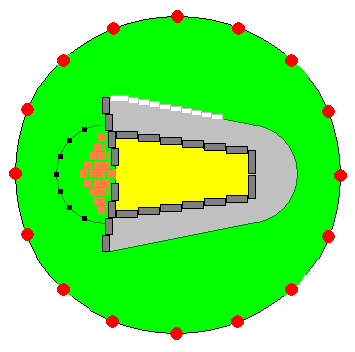
Prinzipskizze Wedge tomb am Beispiel von Island

Das zwischen 4000 und 2500 v. Chr. in der Jungsteinzeit errichtete Wedge Tomb von Bealick (irisch An Bhéillic) liegt im gleichnamigen Townland am Westhang des Flusses Laney in der Nähe eines Gipfels der Boggeragh Mountains etwa 1,5 km nordöstlich von Macroom (irisch Maigh Chromtha) im County Cork in Irland. Wedge Tombs (deutsch „Keilgräber“), früher auch wedge-shaped gallery graves genannt, sind doppelwandige, ganglose, mehrheitlich ungegliederte Megalithanlagen der späten Jungsteinzeit und der frühen Bronzezeit.
Das Wedge Tomb besteht aus einer kleinen Kammer mit einem birnenförmigen Deckstein. Er misst 3,65 m in der Länge, 2,25 m in der Breite und ist in der Mitte 0,35 m dick. Er liegt auf drei Seitensteinen, aber nicht auf dem Endstein. Die Kammer wird von zwei etwa quadratischen Orthostaten auf der Nordseite, einem langrechteckigen (1,7 × 0,9 m) im Süden und dem etwa gleich großen Endstein im Osten gebildet. Die Galerie misst etwa 2,0 m in der Länge, 1,25–1,05 m in Breite und ist 1,15–0,8 m hoch. Zwei etwa 1,0 m hohe lose Steine am östlichen Ende sind nicht in situ. Laut de Valera & O Nualláin gibt es keine Hinweise auf den umgebenden Hügel.